# Britney Spears Live: The Femme Fatale Tour
Britney Spears Live: The Femme Fatale Tour é un concerto speciale del 2011 dell'intrattenitrice e cantante statunitense Britney Spears, che documenta gli spettacoli del Femme Fatale Tour del 13 e 14 agosto 2011. Girato all'Air Canada Centre di Toronto, lo spettacolo è stato girato in 2D e 3D da 3ality Digital e ha debuttato su Epix il 12 novembre 2011. BBC Worldwide ha ottenuto i diritti di distribuzione dello spettacolo al di fuori degli Stati Uniti. Lo speciale ritrae una storia in cui Spears è un agente segreto inseguito da uno stalker e presenta le apparizioni di Nicki Minaj e Sabi. Il tour ha ricevuto recensioni contrastanti dalla critica.
Il 12 agosto 2011, Spears ha annunciato attraverso il suo account Twitter che gli spettacoli di Toronto all'Air Canada Centre sarebbero stati trasmessi sul canale televisivo Epix e per l'uscita su DVD. A pochi minuti dal suo annuncio, il traffico verso i siti social EPIX è raddoppiato e Britney Spears è diventata un argomento di tendenza mondiale su Twitter. Lo spettacolo, inizialmente intitolato Britney Spears: Femme Fatale, è stato girato in 2D e 3D da 3ality Digital per la prima di novembre su Epix, così come su EPIX on Demand e EpixHD.com. Il presidente e CEO di Epix Mark Greenberg ha dichiarato: "EPIX si dedica a avvicinare i fan al talento che amano e siamo lieti di collegare questa star americana davvero iconica alla sua grande e appassionata base di fan”. È stato il suo primo concerto televisivo da quando The Onyx Hotel Tour è stato trasmesso su Showtime il 28 marzo 2004. Lo spettacolo è stato annunciato per la prima volta il 12 novembre 2011, alle 20:00 EST. Il 9 settembre 2011, la BBC ha annunciato che BBC Worldwide aveva ottenuto i diritti di distribuzione dello spettacolo al di fuori degli Stati Uniti.
La versione 2D sarebbe disponibile per la trasmissione a partire dalla vigilia di Natale 2011, con la versione 3D disponibile a febbraio 2012. Insieme ai concerti di Alice Cooper e Elbow, il Femme Fatale Tour sarà una delle prime offerte di musica 3D della BBC Worldwide, ed è stato disponibile per le emittenti all'edizione 2011 di Mipcom. Due teaser trailer dello spettacolo sono stati rilasciati rispettivamente il 13 settembre e il 10 ottobre 2011. Le Clip di alcune delle esibizioni, tra cui "3", "(Drop Dead) Beautiful", "I'm a Slave 4 U" e "Boys", sono state rilasciate giorni prima della premiere.
Sia il DVD che il Blu-Ray dell’intero concerto sono stati rilasciati il 21 novembre del 2011.